# Pesch (Köln)
Pesch ist ein linksrheinischer Stadtteil im Nordwesten von Köln im Stadtbezirk Chorweiler.

## Lage
Pesch grenzt im Norden an Köln-Esch, im Osten an Köln-Lindweiler und südlich an Köln-Ossendorf. Zwischen Pesch und Ossendorf verläuft die Bundesautobahn 1 sowie zwischen Pesch und Lindweiler die Bundesautobahn 57. Im Westen von Pesch liegt der Pescher See und im Norden der Escher See.

## Geschichte

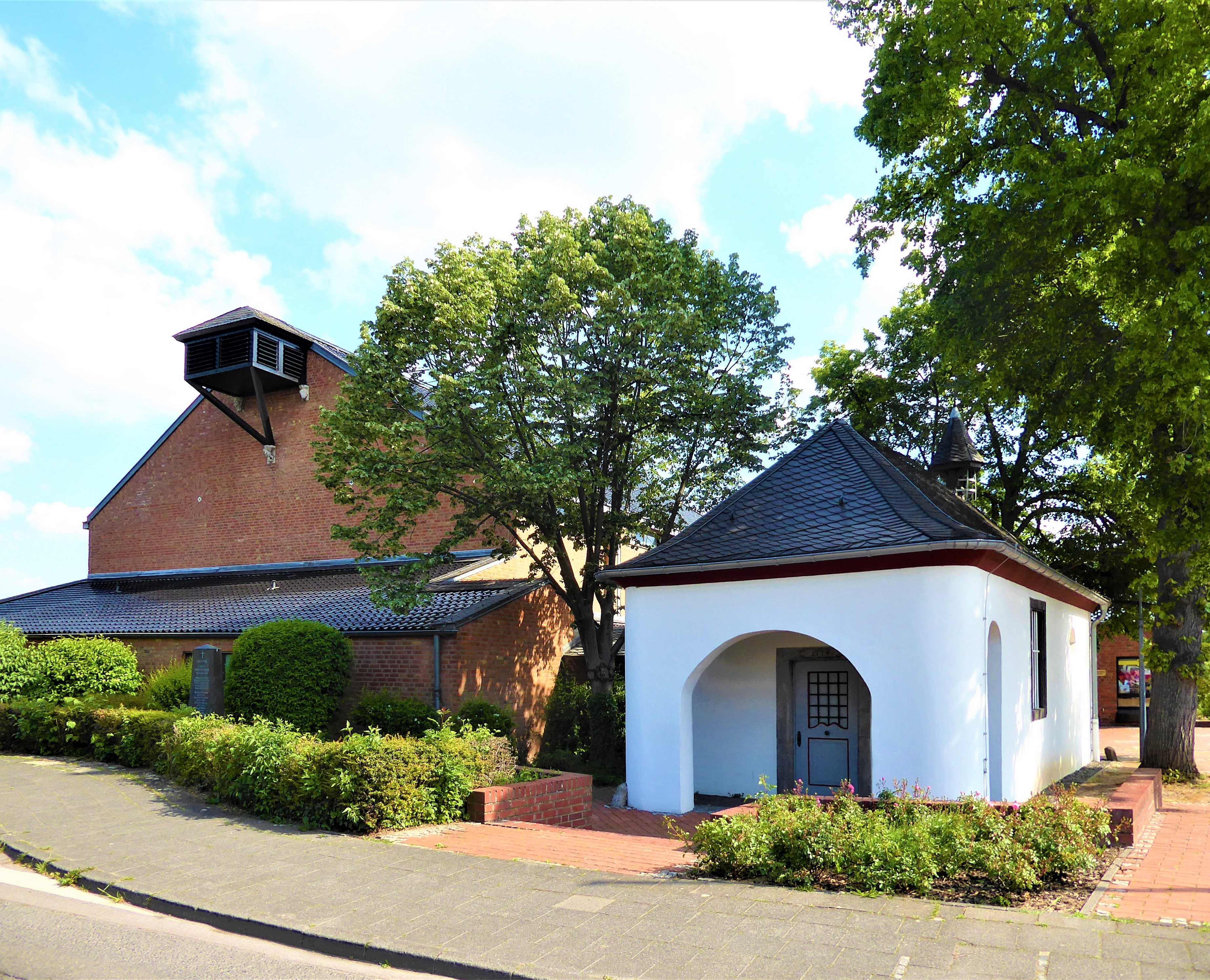
Katholische Kirche St. Elisabeth und die Donatuskapelle

Im Jahre 1312 wurde Pesch erstmals urkundlich erwähnt. Abraham Hogenberg bezeichnete anno 1609 in seinem Plan von Köln und Umgebung vier Höfe mit dem Namen „Besch“. Etymologisch lässt sich der Name Pesch entweder von dem lateinischen Wort pascuum – Weide – oder von dem Wort Busch ableiten. 1657 wurden neben dem Krischhof (Kriegshof) drei weitere Gehöfte und vier Hausstellen bekundet. Gegenüber dem Kriegshof befindet sich die barocke Donatuskapelle. Sie gehört zu den ältesten Gebäuden in Pesch und ist auf ihrem Türsturz mit der Jahreszahl 1774 datiert.
1794 wurde Pesch von französischen Truppen besetzt und der Mairie Stommeln im Kanton Dormagen zugeteilt. Dieser Kanton gehörte zum Arrondissement de Cologne im Département de la Roer. 1815 kam Pesch an das Königreich Preußen und an die Bürgermeisterei Stommeln, die 1927 in Amt Stommeln umbenannt wurde. Seit 1934 gehörte Pesch zum Amt Pulheim. 1964 kam Pesch, zusammen mit Auweiler und Esch, an die Gemeinde Sinnersdorf. Nach der Gebietsreform wurde Pesch am 1. Januar 1975 nach Köln eingemeindet.
Über Jahrhunderte hinweg bestand Pesch nur aus wenigen Bauernhöfen. Dies änderte sich ab den 1960er Jahren, als der damals noch außerhalb der damaligen Kölner Stadtgrenze gelegene Ort den Charakter einer Trabantenstadt bekam: Eine Mischung aus Einfamilienhäusern und mehreren Wohnblöcken, zum Teil aus Hochhäusern bestehend, unweit der neu gebauten beziehungsweise neu geplanten Autobahnen A 1 und A 57. Diese Planung deutlich vor der Eingemeindung nach Köln erklärt auch die verkehrliche Anbindung an das Nahverkehrsnetz: Eine Straßenbahnverbindung ist nicht vorhanden und es wurden seinerzeit – im Gegensatz zu den etwa gleichzeitig entstandenen Kölner Siedlungen Bocklemünd/Mengenich und Neubrück – auch keine Trassen dafür freigehalten.

## Bevölkerungsstatistik
Struktur der Bevölkerung von Köln-Pesch (2021):
- Durchschnittsalter der Bevölkerung: 47,5 Jahre (Kölner Durchschnitt: 41,4 Jahre)
- Ausländeranteil: 12,4 % (Kölner Durchschnitt: 19,3 %)
- Arbeitslosenquote: 5,5 % (Kölner Durchschnitt: 8,6 %)

## Wirtschaft und Infrastruktur

### Öffentliche Einrichtungen
- Zwei Kindergärten

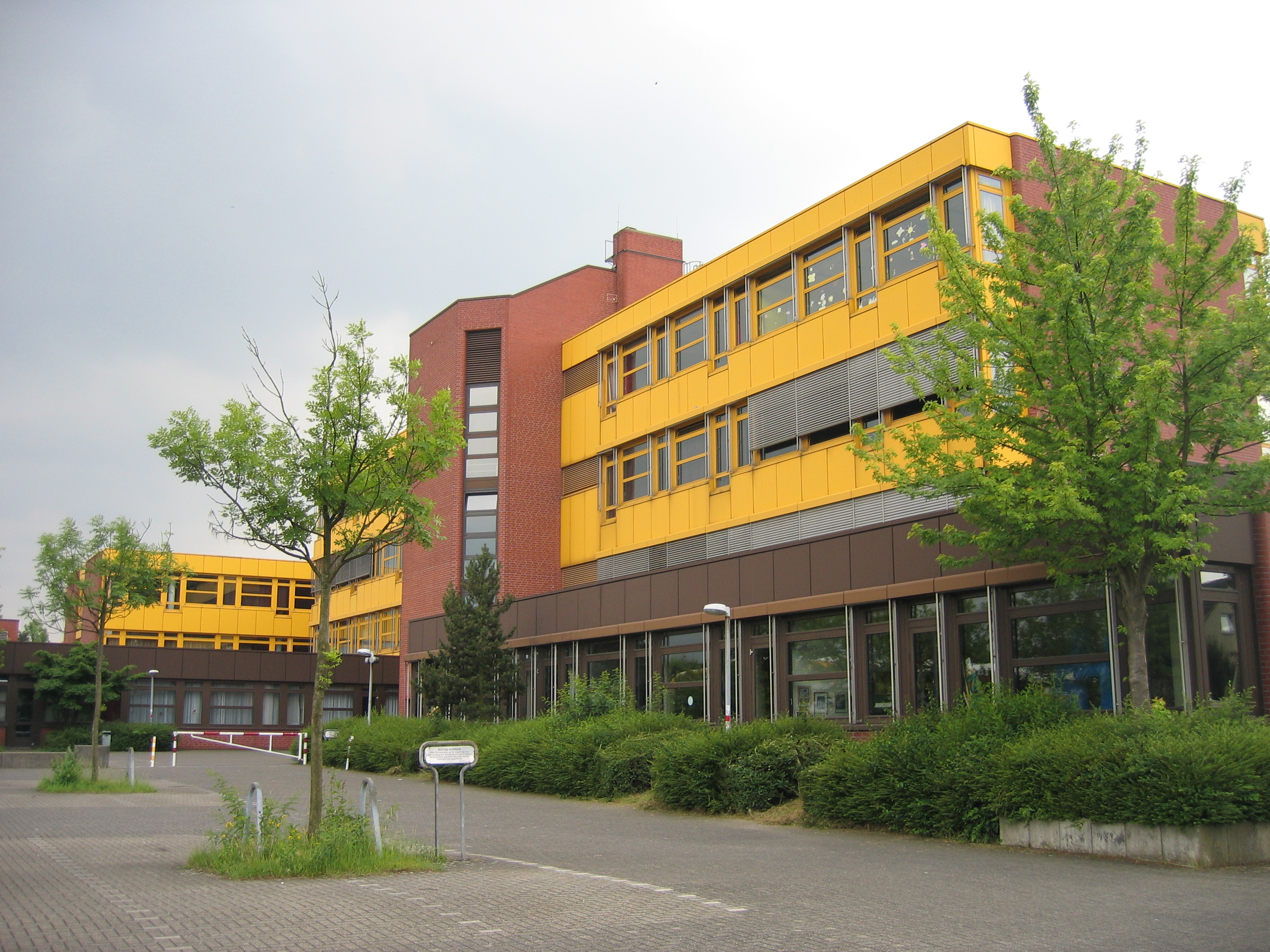
Schulzentrum Köln-Pesch

- Gemeinschaftsgrundschule Erich-Ohser-Schule
- Gymnasium

### Kirchliche Einrichtungen
- Katholische Pfarrkirche Sankt Elisabeth
- Evangelische Kirchengemeinde Köln-Pesch

## Verkehr
Pesch wird von fünf Buslinien der Kölner Verkehrs-Betriebe angefahren:
- 122 Weidenpesch – Seeberg – Chorweiler – Pesch
- 123 Chorweiler – Lindweiler – Pesch – Auweiler – Esch – Worringen – Chorweiler (nur in den Nächten von Freitag zu Samstag, Samstag zu Sonntag und vor Feiertagen)
- 125 Weiler – Chorweiler – Longerich – Pesch – Esch – Pulheim-Sinnersdorf
- 126 Bocklemünd – Mengenich – Auweiler – Esch – Weiler – Chorweiler
- 127 Ebertplatz – Nippes – Bilderstöckchen – Ossendorf – Mengenich – Pesch – Longerich

## Freizeit

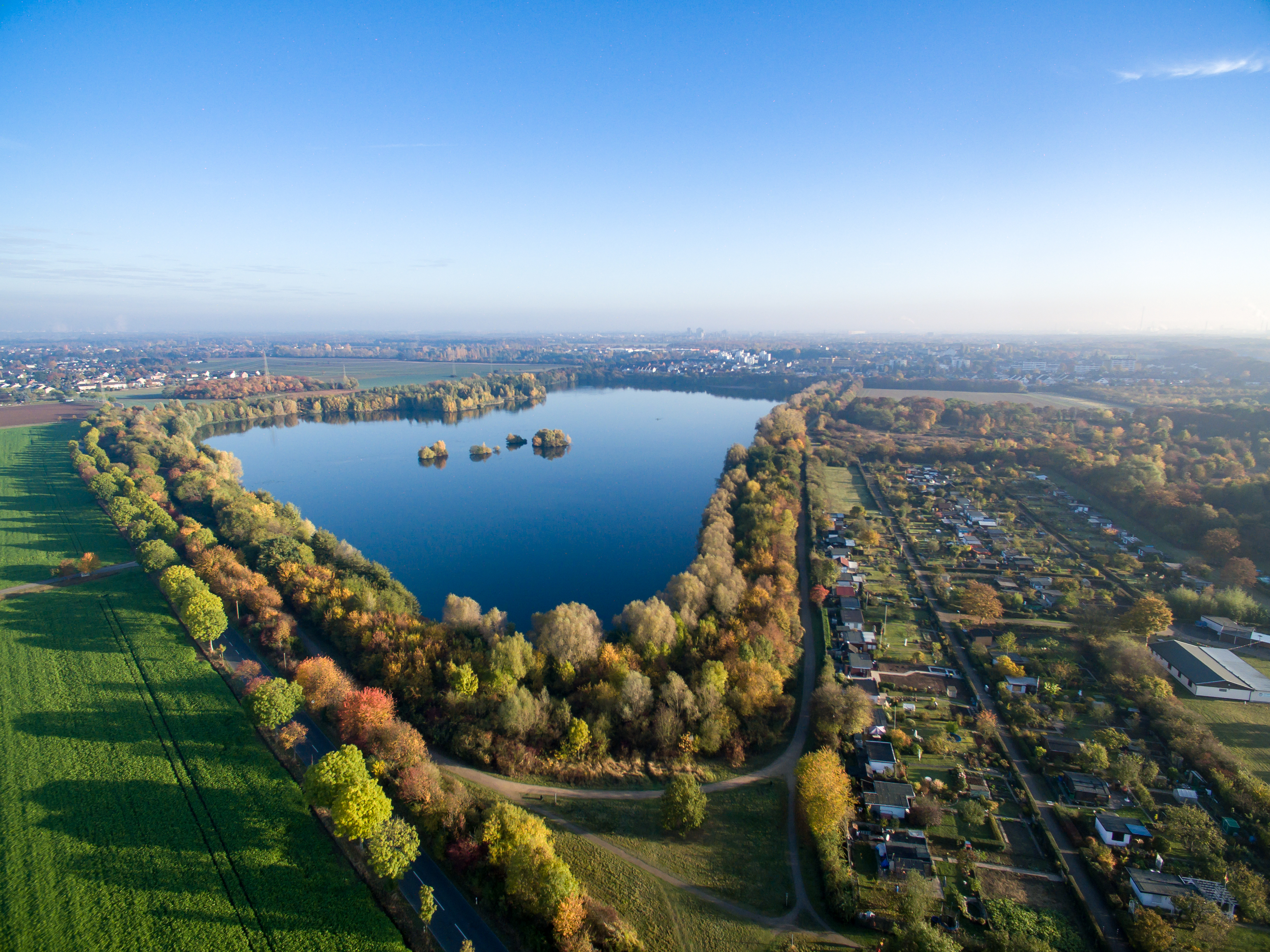
Pescher See

Rund um Pesch befinden sich zahlreiche Baggerseen (ehemalige Kiesgruben), die als Naherholungsgebiet dienen. Als Pesch, Esch und Auweiler eingemeindet wurden, hat sich die Stadt Köln verpflichtet, dieses Erholungsgebiet zu planen und zu bauen. So entstand das Freizeitgebiet „Stöckheimer Höfe“, in dem die ehemaligen Baggerseen von Pesch, Esch/Auweiler und Pulheim eingebettet sind.
Ebenso gibt es in Pesch zahlreiche Möglichkeiten, Sport zu treiben. Die in Pesch ansässigen Sportvereine BC Köln Pesch 04 (Basketball), TTC Pesch (Tischtennis) und FC Pesch (Fußball) sind immer auf der Suche nach Kindern, Jugendlichen und Erwachsenen, die Interesse an Basketball, Tischtennis oder Fußball haben. Zusätzlich existiert im Gewerbegebiet Pesch eine unterirdische Schießanlage für Sportschützen mit insgesamt zehn Bahnen à 25 Meter. Des Weiteren gibt es in Pesch die St. Donatus Schützenbruderschaft Köln-Pesch 1955 e. V.